# Babar (ort i Algeriet)
Babar är en ort i Algeriet. Den ligger i provinsen Khenchela, i den norra delen av landet, 400 km öster om huvudstaden Alger. Babar ligger 1 109 meter över havet och antalet invånare är 28 182.
Terrängen runt Babar är varierad. Runt Babar är det ganska glesbefolkat, med 40 invånare per kvadratkilometer. Det finns inga andra samhällen i närheten. Omgivningarna runt Babar är i huvudsak ett öppet busklandskap.